# Dedalión
En la mitología griega Dedalión (en griego Δαιδαλίων) era hijo de Héspero o Lucífero, hermano de Ceix y padre de Quíone, también llamada Leucónoe y Filónide. Ceix describe a Dedalión como un gran guerrero, lleno de coraje y vigor, pero reconoce que también podía ser duro y que disfrutaba con la crueldad de la guerra. Cuando su hija Quíone murió asaeteada por Artemisa, Dedalión se arrojó desesperado desde el monte Parnaso, pero Apolo evitó su muerte transformándolo en un azor o bien en el ave «dedalión», esto es, el gavilán. Desde entonces el azor, para nadie lo bastante bueno, contra todas las aves se ensaña y por dolerse de otros se hace él causa de dolor.